# 布魯克福德 (北卡羅萊納州)
布魯克福德（英語：Brookford）是一個位於美國北卡羅萊納州卡托巴縣的城鎮。

## 人口
根據2020年美國人口普查的數據，布魯克福德的面積為1.63平方千米，當中陸地面積為1.58平方千米，而水域面積為0.05平方千米。當地共有人口442人，而人口密度為每平方千米271人。